# Zabkattus
Genre
Zabkattus est un genre d'araignées aranéomorphes de la famille des Salticidae.

## Distribution
Les espèces de ce genre sont endémiques de Nouvelle-Guinée orientale en Papouasie-Nouvelle-Guinée,.

## Liste des espèces
Selon World Spider Catalog (version 18.0, 27/05/2017) :
- Zabkattus brevis Zhang & Maddison, 2012
- Zabkattus furcatus Zhang & Maddison, 2012
- Zabkattus richardsi Zhang & Maddison, 2012
- Zabkattus trapeziformis Zhang & Maddison, 2012

## Étymologie
Ce genre est nommé en l'honneur de Marek Żabka .

## Publication originale
- Zhang & Maddison, 2012 : New euophryine jumping spiders from Papua New Guinea (Araneae: Salticidae: Euophryinae). Zootaxa, no 3491, p. 1-74.